# Viktoria Modesta
Viktoria Modesta Moskalova (25 de febrero de 1988) es una cantante, compositora y modelo inglesa.

## Primeros años de vida
Debido a la negligencia de un médico en el momento de su nacimiento, Moskalova pasó la mayor parte de su infancia entrando y saliendo de los hospitales. Este accidente dio lugar a un largo problema con su pierna izquierda. En 2007, tuvo una amputación voluntaria por debajo de la rodilla de la pierna para mejorar su movilidad y salvaguardar su salud futura. Su físico se ha hecho conocido por desafiar la percepción moderna de la belleza alterada.
Ella dijo: “Por mucho tiempo, la cultura pop me cerró las puertas como una artista amputada y alternativa. Creo que a la gente siempre le ha costado saber qué pensar o sentir sobre un amputado que no trata de ser un atleta olímpico. En el deporte, sobrepasar la minusvalía te hace un héroe, pero en el pop no hay lugar a estos sentimientos” "El tiempo para las aburridas discusiones éticas sobre la discapacidad ha terminado. Es sólo a través de los sentimientos de admiración, la aspiración, la curiosidad y la envidia que podemos avanzar." 

## Carrera

### Modelaje
Moskalova comenzó a modelar a la edad de quince años. Ella ha aparecido en portadas de revistas de subcultura, como Bizarre y Skin Two. En 2008, la modelo y artista británica de maquillaje Viktoria Moskalova incluyó las creaciones de Torture Garden en la colección de Homenaje Noir.
Su retrato desnudo por James Stroud fue exhibido en el  National Portrait Gallery.

### Música
Moskalova inició su formación musical en 2002 y tomó un año de curso de técnica vocal en el London Music School. En 2009, ella colaboró con el productor y músico Nik Hodges. Su primera canción "Jane Bond" apareció en Music Week Playlist. En mayo de 2010, Moskalova fue elegida como una de los seis mejores artistas independientes del Reino Unido por Evo Music Rooms.
Moskalova ha mezclado su trabajo de modelo con su música en la Semana de la Moda en Londres 2009 in a finale of Ziad Ghanem and Firetrap's fashion show "THE IMMORALIST".
El 28 de mayo de 2012 Moskalova lanzó en digital su single debut independiente "Only You". which was featured by iD, Wonderland and Notion magazines.
El 12 de diciembre de 2014 lanzó con colaboración con Channel 4 para la campaña Born Risky presentándose como la primera Artista Pop Bionica con la canción "Prototype". El video de la campaña fue diseñado y dirigido por Saam Farahmand.

### Juegos Paralímpicos 2012
Moskalova actuó como la 'Reina de las Nieves' en una presentación en vivo de "42" de Coldplay en la ceremonia de clausura de los Juegos Paralímpicos de Verano de 2012 en Londres con una pierna ortopédica cubierta con cristales de Swarovski dirigida por Kim Gavin en una sección de 'Invierno' junto con 6 patinadores guerreros de Dancing On Ice.

## Entrevistas
Right Now Ausstralia. Octubre, 2012.
 The Guardian. Diciembre, 2014.
 Vogue Italia. Enero, 2015.
 Shangay. Mayo, 2017.
 Jejune Magazine. Junio, 2018.
 Flaunt Magazine. Octubre, 2019.
 Flaunt Magazine. Julio, 2021.
 SheSaid. Diciembre, 2021.